# Stavanger IF
Stavanger IF är en sportklubb i Stavanger, Norge, bildad 1905. Klubben blev en alliansförening 1998, och har sektioner för boxning, fotboll, handboll och friidrott.
Stavanger IF Fotball, fotbollssektionen har tidigare spelat i toppdivisionen "Hovedserien". Laget är beläget i Bekkefaret/Schancheholen i Stavanger och spelar sina hemmamatcher på SIF Stadion.
Handbollslaget spelar sina hemmamatcher i Stavanger Idrettshall.

### Fotnoter
1. ↑  Rolf Bryhn. ”Stavanger Idrettsforening” (på norska). Store norske leksikon. https://snl.no/Stavanger_Idrettsforening. Läst 29 september 2017.